# Mister Showman
Pour plus de détails, voir Fiche technique et Distribution.
Mister Showman (The Great Buck Howard) est un film américain réalisé par Sean McGinly (en) en 2009. L'histoire est inspirée de la carrière du mentaliste Kreskin, dont le réalisateur du film a été l'assistant.

## Synopsis
Alors qu'il passe un examen de Droit à l'Université, le jeune Troy Gable (Colin Hanks) comprend tout d'un coup que ce n'est pas ce qu'il veut faire de sa vie. Il décide alors de devenir écrivain mais, pour subvenir à ses besoins, il devra trouver un emploi comme assistant auprès d'un mentaliste célèbre mais has-been le « grand Buck Howard » (joué par John Malkovich). L'artiste se produit dans de petites salles de province chaque soir de l'année et Troy commence à s'attacher à ce personnage excentrique jusqu'au jour où Valérie Brennan (Emily Blunt) vient remplacer le chargé de communication de Buck.

## Fiche technique
- Titre : Mister Showman
- Titre original : The Great Buck Howard
- Réalisation : Sean McGinly (en)
- Scénario : Sean McGinly (en)
- Musique : Blake Neely
- Photographie : Tak Fujimoto
- Montage : Myron Kerstein
- Production : Gary Goetzman et Tom Hanks
- Société de production : Bristol Bay Productions, Playtone et Great Buck Productions
- Société de distribution : CTV International (France) et Magnolia Pictures (États-Unis)
- Pays :  États-Unis
- Genre : Aventure, comédie dramatique
- Durée : 90 minutes
- Dates de sortie : 
  -  États-Unis : 18 janvier 2008 (Festival du film de Sundance), 20 mars 2009
  -  France : 22 juillet 2009

## Distribution
- John Malkovich (VFB : Franck Dacquin) : Buck Howard
- Colin Hanks : Troy Gable
- Tom Hanks : Monsieur Gable
- Emily Blunt : Valerie Brennan
- Steve Zahn : Kenny
- Adam Scott : Alan
- Matthew Gray Gubler : Russel
- B.J. Hendricks : Burly
- Griffin Dunne : Johnathan Finerman
- Patrick Fischler : Michael Perry
- Matt Hoey : Charley
- Jacquie Barnbrook : Sheila Heller
- Ricky Jay : Gil Bellamy
- Wallace Langham : Dan Green
- Debra Monk : Doreen
- Terry Scannell : Kip
- Stacey Travis : Cindy Crown
- Casey Rose Wilson : Charity
- Don Most : Producteur du Tonight Show
- Kimberly Scott : Infirmière
- Sandy Martin : Femme de chambre
- Max Williams : Livreur de fleurs
- Norm O'Neill : Spectateur
- Regis Philbin : Lui-même
- Kelly Ripa : Elle-même
- Conan O'Brien : Lui-même
- Jon Stewart : Lui-même
- Martha Stewart : Elle-même
- David Blaine : Lui-même
- Tom Arnold : Lui-même
- George Takei : Lui-même